# Аргентум (Львів)
ДП «Аргентум»  — підприємство хімічної промисловості України, зайняте у галузі утилізації та переробки небезпечних хімічних відходів та виробництва дорогоцінних металів, хімічних елементів, вилучених при утилізації. Розташоване у Львові. Підприємство єдине в Україні займається, зокрема, утилізацією та вторинною переробкою елементів живлення (батарейок, акумуляторів).

## Історія
Державне підприємство «Аргентум» створене 20 червня 1991 року. За 20 років роботи підприємства, яке вперше в Україні розпочало роботи зі збору та переробки шкідливих стоків фіксажних розчинів та інших відходів фотографічного виробництва, воно перетворилось у сучасне виробництво, що складається з двох хімічних дільниць, металургійного та електрохімічного виробництва, відділення порошкової металургії, прокатного та штампувального підрозділів, відділу проблемних досліджень і аналітичної лабораторії.

## Сьогодення
Зараз підприємство, крім відходів фотографічного виробництва, переробляє «електронний брухт» (транзистори, мікросхеми, роз'єми, конденсатори тощо скрап), відпрацьовані каталізатори, гальванічні розчини та шлами, де вміст дорогоцінних металів (ДМ) становить в середньому 0,1-2,0%.
Підприємство розвивається одночасно в декількох напрямках:
- хімічне виробництво — синтез складних сполук і препаратів, гальванопокриття;
- металургійне виробництво — литво і прокат дорогоцінних і кольорових металів, контактів електропускової апаратури;
- порошкова металургія — виготовлення порошків металів, сумішей метал плюс оксид металу і виготолення виробів методом порошкової металургії.
- процесі подальшого розвитку виробництва і розширення сфер діяльності збільшилась кількість екологічних напрямків:
- переробка гальванічних розчинів і шламів, що містять токсичні важкі метали;
- регенерація та утилізація каталізаторів очистки промилових викидів від оксидів азоту;
- розробка та виробництво каталітичних нейтралізаторів відпрацьованих газів автомобілів та промислових теплових установок.

Вперше в Україні ним створена технологія одержання та освоєння випуску субстанції циплатину. В даний час завершуються його клінічні випробування та ведеться підготовка до серійного випуску двох лікарських форм у Львові та Києві.
ДП «Аргентум» тісно співпрацює з Національним університетом «Львівська політехніка»

## Адреса
79035 м. Львів, вулиця Зелена, 115Б